# Саврасенко, Алексей Дмитриевич
Алексе́й Дми́триевич Савра́сенко, известный также как Але́ксис Аманати́дис (греч. Αλέξης Αμανατίδης; 28 февраля 1979, Краснодар, СССР) — российский и греческий баскетболист, игравший на позиции центрового. С 2013 по 2016 руководил Департаментом любительского баскетбола РФБ. В настоящее время занимает должность генерального менеджера ПБК «Локомотив-Кубань».

## Биография
В 17 лет уехал в Грецию, по контракту с «Олимпиакосом», где получил гражданство и фамилию Аманатидис. Его первым взрослым тренером стал Душан Ивкович. В 2000 году игрок изъявил желание выступить на Олимпийских играх в Сиднее за Россию, но, поскольку он также имел греческое гражданство, пришлось добиваться разрешения ФИБА, хотя до этого, ещё в 1994 году, он выступал за юниорскую команду России на континентальном первенстве. Затем и «Олимпиакос» воспротивился такому желанию своего центрового Аманатидиса, так как в чемпионате Греции был введён лимит на легионеров, которым бы игрок автоматически стал. На тот момент Алексис был игроком «скамейки» в греческом клубе. В июне того же года центровой выставил свою кандидатуру на драфт НБА, где не был выбран ни одним из клубов. После неудачной попытки сменить Европу на США, в 2001 россиянин отправился в греческий «Перистери», где провел один год, а в следующем сезоне опять был возвращен в «Олимпиакос», став обладателем Кубка Греции-2002. В 2003 году Саврасенко пригласили в московский ЦСКА. Армейский клуб являлся многолетним лидером российского баскетбола и в своем первом же сезоне игрок стал чемпионом России. В последующие годы команда вместе с Алексеем успешно подтверждала это звание, не уступив титул ни разу какому-либо другому клубу. В 2006 году ЦСКА выиграл Евролигу. И в этом успехе немалая доля заслуг принадлежит и Саврасенко. В 2007 году Алексей в составе сборной России стал чемпионом Европы. В 2009 году Саврасенко был отчислен из ЦСКА, так как он был недоволен количеством предоставляемого ему игрового времени, а затем отдан в аренду в питерский «Спартак». В 2009 году подписал контракт с московским «Динамо» на один год. Летом 2010 года состоялся трансфер Алексея Саврасенко в БК «Химки». По окончании сезона 2010/11 перебрался в казанский УНИКС. Следующий сезон провел в «Локомотив-Кубани», где и завершил карьеру игрока, однако был включен в состав сборной России по баскетболу на чемпионат Европы-2013, где принял участие в 4 играх.
11 ноября 2013 года Алексей Саврасенко назначен на пост директора по развитию РФБ:
«Основная цель моей деятельности будет заключаться в том, чтобы структурировать все части любительского баскетбола в нашей стране - баскетбола 3х3, школьного и студенческого баскетбола, мини-баскета и, конечно, баскетбола для людей с ограниченными возможностями - для придания общему баскетбольному движению нового импульса для развития и повышения его популярности»
На этой позиции Алексей курировал баскетбол 3×3, школьный и студенческий баскетбол, мини-баскет и баскетбол для людей с ограниченными возможностями. В 2014 году получил опыт работы в должности генерального менеджера в мужской сборной России по баскетболу 3×3. Под его руководством мужская сборная впервые в своей истории завоевала медали чемпионата мира по баскетболу 3×3, заняв 3 место. Спустя год команда принесла стране золотые медали на первых Европейских играх в Баку. В ноябре 2015 года Саврасенко был назначен руководителем департамента любительского баскетбола РФБ.
18 июня 2016 года Саврасенко назначен генеральным менеджером «Локомотива-Кубань».
В 2021 году в Краснодаре в Юбилейном микрорайоне открылся спортивный комплекс имени Алексея Саврасенко.

## Личная жизнь
Женат на российской художественной гимнастке, чемпионке Европы Елизавете Александровой. Воспитывает трёх сыновей и двух дочерей.
В интервью официальному сайту БК «Химки» признался, что любит отечественный кинематограф, а также рассказал о том, что его хобби — рыбалка.

## Достижения
- Трёхкратный победитель Евролиги (сезоны 2005/2006, 2007/2008 с «ЦСКА» и 1996/1997 с «Олимпиакосом»)
- Обладатель Кубка Европы (сезон 2012/2013 с «Локомотивом-Кубань»)
- Шестикратный чемпион России (сезоны 2003—2008 с «ЦСКА»)
- Обладатель Кубка России (2): 2004/2005, 2005/2006
- Двукратный чемпион Греции (сезоны 1995-96 и 1996-97 с «Олимпиакосом»)
- Чемпион Европы по баскетболу (2007)
- Заслуженный мастер спорта России (2007)

## Статистика
| Сезон | Команда           | Лига              | GP  | GS  | MPG  | FG%  | 3P% | FT%  | RPG | APG | SPG | BPG | PFL | TOV | PPG  |
| --- | ----------------- | ----------------- | --- | --- | ---- | ---- | --- | ---- | --- | --- | --- | --- | --- | --- | ---- |
| 2000/01 | Перистери         | Евролига          | 12  | 10  | 26,6 | 65,2 | -   | 54,8 | 6,5 | 0,6 | 0,7 | 0,8 | 2,8 | 2,3 | 9,7  |
| 2001/02 | Олимпиакос        | Евролига          | 12  | 10  | 18,7 | 52,1 | -   | 42,4 | 6,4 | 0,3 | 0,3 | 1,0 | 3,3 | 1,2 | 5,3  |
| 2002/03 | Все клубы         | Все лиги          | 9   | 5   | 14,4 | 69,0 | -   | 42,9 | 3,0 | 0,3 | 0,2 | 1,0 | 1,9 | 0,3 | 4,8  |
| 2002/03 | Олимпиакос        | Евролига          | 4   | 4   | 20,5 | 62,5 | -   | 42,9 | 4,0 | 0,3 | 0,5 | 2,0 | 3,3 | 0,3 | 5,8  |
| 2002/03 | ЦСКА              | Евролига          | 5   | 1   | 9,6  | 76,9 | -   | -    | 2,2 | 0,4 | 0,0 | 0,2 | 0,8 | 0,4 | 4,0  |
| 2003/04 | ЦСКА              | Евролига          | 17  | 4   | 11,8 | 65,1 | -   | 40,0 | 3,2 | 0,2 | 0,5 | 0,8 | 1,6 | 0,3 | 4,2  |
| 2004/05 | ЦСКА              | Евролига          | 23  | 4   | 13,7 | 56,5 | 0,0 | 37,5 | 4,0 | 0,4 | 0,2 | 1,0 | 1,8 | 0,7 | 4,6  |
| 2005/06 | ЦСКА              | Евролига          | 24  | 12  | 18,0 | 56,1 | -   | 48,3 | 4,0 | 0,8 | 0,8 | 1,0 | 2,3 | 0,9 | 5,2  |
| 2006/07 | ЦСКА              | Евролига          | 25  | 25  | 19,9 | 64,2 | -   | 47,8 | 4,0 | 0,5 | 0,5 | 0,6 | 2,4 | 1,1 | 7,0  |
| 2007/08 | ЦСКА              | Евролига          | 6   | 5   | 14,1 | 66,7 | -   | 70,0 | 2,3 | 0,5 | 0,2 | 0,2 | 1,7 | 0,7 | 5,8  |
| 2008/09 | ЦСКА              | Евролига          | 8   | 3   | 15,2 | 57,7 | -   | 57,1 | 3,0 | 0,3 | 0,0 | 0,1 | 2,6 | 0,8 | 4,8  |
| 2009/10 | Динамо (Москва)   | Кубок Европы      | 6   | 6   | 26,5 | 65,1 | -   | 42,9 | 6,2 | 0,0 | 0,3 | 1,0 | 2,3 | 1,3 | 10,3 |
| 2010/11 | Химки             | Евролига          | 10  | 2   | 12,1 | 68,2 | -   | 27,3 | 3,7 | 0,2 | 0,3 | 0,4 | 2,4 | 0,7 | 3,3  |
| 2011/12 | Все клубы         | Все лиги          | 56  | 31  | 17,1 | 61,1 | -   | 38,3 | 3,6 | 0,6 | 0,3 | 0,4 | 2,3 | 1,0 | 4,6  |
| 2011/12 | УНИКС             | ПБЛ               | 21  | 13  | 18,1 | 63,5 | -   | 42,3 | 4,1 | 0,7 | 0,3 | 0,4 | 2,3 | 1,5 | 5,7  |
| 2011/12 | УНИКС             | Евролига          | 19  | 8   | 16,7 | 64,3 | -   | 33,3 | 3,2 | 0,6 | 0,3 | 0,6 | 2,5 | 0,8 | 4,1  |
| 2011/12 | УНИКС             | Единая лига ВТБ   | 16  | 10  | 16,2 | 53,8 | -   | 36,8 | 3,3 | 0,6 | 0,4 | 0,3 | 2,1 | 0,7 | 3,9  |
| 2012/13 | Все клубы         | Все лиги          | 47  | 3   | 9,7  | 49,2 | -   | 57,1 | 1,7 | 0,3 | 0,1 | 0,3 | 1,7 | 0,7 | 1,7  |
| 2012/13 | Локомотив-Кубань  | Единая лига ВТБ   | 25  | 2   | 9,9  | 55,3 | -   | 60,0 | 1,8 | 0,2 | 0,2 | 0,2 | 1,8 | 0,8 | 2,2  |
| 2012/13 | Локомотив-Кубань  | Кубок Европы      | 15  | 0   | 10,0 | 39,1 | -   | 33,3 | 1,9 | 0,4 | 0,1 | 0,3 | 1,6 | 0,7 | 1,3  |
| 2012/13 | Локомотив-Кубань  | ПБЛ               | 14  | 1   | 9,7  | 42,9 | -   | 90,0 | 1,6 | 0,2 | 0,1 | 0,3 | 1,6 | 0,8 | 1,5  |
| Всего | Всего             | Всего             | 255 | 120 | 15,8 | 60,3 | 0,0 | 45,8 | 3,6 | 0,5 | 0,4 | 0,6 | 2,2 | 0,9 | 4,7  |
| В Евролиге | В Евролиге        | В Евролиге        | 165 | 88  | 16,8 | 61,3 | 0,0 | 45,8 | 4,0 | 0,5 | 0,4 | 0,7 | 2,3 | 0,9 | 5,4  |
| В Кубке Европы | В Кубке Европы    | В Кубке Европы    | 21  | 6   | 14,7 | 56,1 | -   | 40,0 | 3,1 | 0,3 | 0,2 | 0,5 | 1,8 | 0,9 | 3,9  |
| В ПБЛ | В ПБЛ             | В ПБЛ             | 35  | 14  | 14,7 | 60,6 | -   | 55,6 | 3,1 | 0,5 | 0,2 | 0,3 | 2,1 | 1,2 | 4,0  |
| В Единой лиге ВТБ | В Единой лиге ВТБ | В Единой лиге ВТБ | 41  | 12  | 12,4 | 54,4 | -   | 48,7 | 2,3 | 0,4 | 0,3 | 0,3 | 1,9 | 0,7 | 2,9  |
| Наведите курсор мыши на аббревиатуры в заголовке таблицы, чтобы прочесть их расшифровку Статистика приведена с сайта basketball.realgm.com |                   |                   |     |     |      |      |     |      |     |     |     |     |     |     |      |